# Camille Petit
Camille Petit (Saint-Esprit, 1912 - 1993) fou un polític martiniquès. Llicenciat en medicina, exercí de metge a l'illa. Admirador del general Charles de Gaulle i assimilacionista convençut, el 1958 va participar en la fundació a l'illa de la Unió per la Nova República, de la que n'esdevindrà secretari a Martinica de 1958 a 1965. Durant aquests anys defensarà l'assimilació completa de Martinica a França i l'estatut de Departament d'Ultramar, alhora que es mostrava totalment contrari a l'autonomia i encara més a la independència. Va mostrar durant tota la seva carrera política del seu compromís indestructible amb la nació francesa i els valors republicans.
Entre altres càrrecs, fou conseller general del cantó de Fort-de-France-1 (1957-1967), alcalde dels municipis de Grand'Rivière (1959-1965) i Sainte-Marie (1967-1983), diputat per Martinica a l'Assemblea Nacional Francesa (1967-1986) i primer president del Consell Regional de Martinica de 1974 a 1983.